# Diecezja Caxito
Diecezja Caxito (łac. Diœcesis Caxitonsis) – diecezja rzymskokatolicka w Angoli. Powstała 6 czerwca 2007 z części terenu archidiecezji luandzkiej.

## Główne świątynie
- Katedra: Katedra św. Anny w Caxito

## Biskupi diecezjalni
- António Francisco Jaca SVD (2007-2018)
- Maurício Camuto (od 2020)